# Beugny
Beugny és un municipi francès situat al departament del Pas de Calais i a la regió dels Alts de França. L'any 2007 tenia 329 habitants.

## Demografia

### Població
El 2007 la població de fet de Beugny era de 329 persones. Hi havia 128 famílies de les quals 29 eren unipersonals (11 homes vivint sols i 18 dones vivint soles), 44 parelles sense fills, 51 parelles amb fills i 4 famílies monoparentals amb fills.
La població ha evolucionat segons el següent gràfic:
Habitants censats

### Habitatges
El 2007 hi havia 150 habitatges, 132 eren l'habitatge principal de la família, 9 eren segones residències i 10 estaven desocupats. 145 eren cases i 5 eren apartaments. Dels 132 habitatges principals, 109 estaven ocupats pels seus propietaris i 23 estaven llogats i ocupats pels llogaters; 1 tenia una cambra, 10 en tenien dues, 15 en tenien tres, 36 en tenien quatre i 70 en tenien cinc o més. 76 habitatges disposaven pel capbaix d'una plaça de pàrquing. A 57 habitatges hi havia un automòbil i a 58 n'hi havia dos o més.

### Piràmide de població
La piràmide de població per edats i sexe el 2009 era:
| Homes | Edats   | Dones |
| ----- | ------- | ----- |
| 0     | 95 o +  | 0     |
| 0     | 90 a 94 | 0     |
| 4     | 85 a 89 | 4     |
| 0     | 80 a 84 | 4     |
| 4     | 75 a 79 | 12    |
| 4     | 70 a 74 | 4     |
| 16    | 65 a 69 | 4     |
| 8     | 60 a 64 | 12    |
| 0     | 55 a 59 | 8     |
| 8     | 50 a 54 | 12    |
| 12    | 45 a 49 | 4     |
| 20    | 40 a 44 | 16    |
| 8     | 35 a 39 | 8     |
| 8     | 30 a 34 | 12    |
| 20    | 25 a 29 | 4     |
| 4     | 20 a 24 | 12    |
| 16    | 15 a 19 | 16    |
| 8     | 10 a 14 | 24    |
| 4     | 5 a 9   | 12    |
| 8     | 0 a 4   | 4     |

## Economia
El 2007 la població en edat de treballar era de 201 persones, 146 eren actives i 55 eren inactives. De les 146 persones actives 136 estaven ocupades (81 homes i 55 dones) i 9 estaven aturades (2 homes i 7 dones). De les 55 persones inactives 21 estaven jubilades, 17 estaven estudiant i 17 estaven classificades com a «altres inactius».

### Ingressos
El 2009 a Beugny hi havia 145 unitats fiscals que integraven 369,5 persones, la mediana anual d'ingressos fiscals per persona era de 16.708 €.

### Activitats econòmiques
Dels 9 establiments que hi havia el 2007, 7 eren d'empreses de comerç i reparació d'automòbils, 1 d'una empresa d'hostatgeria i restauració i 1 d'una empresa de serveis.
L'únic servei als particulars que hi havia el 2009 era un restaurant.
Dels 2 establiments comercials que hi havia el 2009, 1 era un supermercat i 1 una joieria.
L'any 2000 a Beugny hi havia 11 explotacions agrícoles.

## Equipaments sanitaris i escolars
El 2009 hi havia una escola maternal integrada dins d'un grup escolar amb les comunes properes formant una escola dispersa.

## Poblacions més properes
El següent diagrama mostra les poblacions més properes.